# Alchemilla amicorum
Alchemilla amicorum é uma espécie de rosácea do gênero Alchemilla, pertencente à família Rosaceae.